# Давляткадамов, Хушкадам Давляткадамович
Хушкадам Давляткадамович Давляткадамов (тадж. Хушқадам Давлатқадамович Давлатқадамов; 5 декабря 1924, к. Емц, Рушанский район, Таджикская АССР, Узбекская ССР, СССР — 3 декабря 1995, Душанбе, Таджикистан) — советский таджикский государственный и партийный деятель. Первый секретарь Горно-Бадахшанского обкома КП Таджикистана (1970—1978). Министр высшего и среднего специального образования Таджикской ССР (1978—1984).

## Биография
Родился в крестьянской семье.

### Образование
В 1954 окончил республиканскую партийную школу при ЦК КП Таджикистана.
В 1960 окончил Высшую партийную школу при ЦК Компартии Узбекистана. 
В 1965 на кафедре научного коммунизма Академии общественных наук при ЦК КПСС защитил диссертацию на соискание учёной степени кандидата философских наук. Тема диссертации: «Усиление социальной однородности и сближение социалистических наций». Автор ряда монографий и статей.

### Трудовая деятельность
Трудовую деятельность начал в 1943 г. учителем семилетней школы бывшего Бартанского района. 
- 1947—1948 гг. — пропагандист отдела пропаганды и агитации Бартангского райкома КП(б) Таджикистана,
- 1948—1951 гг. — первый секретарь Бартангского[чего?] ЛКСМ Таджикистана,
- 1951—1952 гг. — лектор отдела пропаганды и агитации Горно-Бадахшанского обкома Компартии Таджикистана,
- 1954—1955 гг. — лектор отдела пропаганды и агитации Горно-Бадахшанского обкома Компартии Таджикистана,
- 1955—1957 гг. — секретарь Рушанского районного комитета Компартии Таджикистана,
- 1960 г. — заведующий домом политического просвещения Горно-Бадахшанского обкома Компартии Таджикистана,
- 1961—1964 гг. — аспирант Академии общественных наук при ЦК КПСС (Москва),
- 1964—1967 гг. — секретарь Горно-Бадахшанского обкома Компартии Таджикистана,
- 1967—1970 гг. — председатель исполкома Совета депутатов трудящихся Горно-Бадахшанской автономной области,
- 1970—1978 гг. — первый секретарь Горно-Бадахшанского обкома Компартии Таджикистана,
- 1978—1984 гг. — министр высшего и среднего специального образования Таджикской ССР.

С 1984 г. на пенсии.
Избрался депутатом Верховного Совета СССР 8-9 созывов и Таджикской ССР, членом ЦК КП Таджикистана.

## Награды
Награждён орденами Октябрьской Революции, Трудового Красного Знамени, четырьмя медалями и Почётной Грамотой Президиума Верховного Совета Таджикистана.

## Память
Его именем названа средняя школа кишлака Емц Рушанского района Горно-Бадахшанской автономной области.